# (3230) Vampilov
(3230) Vampilov est un astéroïde de la ceinture principale, découvert le 8 juin 1972 par Nikolaï Tchernykh à l'observatoire d'astrophysique de Crimée.